# Wolfgang Windgassen
Wolfgang Windgassen (26. juni 1914 – 8. september 1974) var en tysk operasanger (tenor). Søn af heltetenoren Fritz Windgassen. Særlig kendt for sine Richard Wagner-fortolkninger ved festspillene i Bayreuth i 50'erne og 60'erne. Indspilningen af Der Ring des Nibelungen for Georg Solti på Decca fra 1959-1966, samt live-indspilningen af Tristan und Isolde for Karl Böhm, Bayreuth 1966, og Parsifal fra samme sted under Hans Knappertsbusch, 1951, står stadig som de fremmeste fortolkninger af Wagners tenorpartier. Sang især sammen med Astrid Varnay og Birgit Nilsson.